# Denzil Holles, 1:e baron Holles

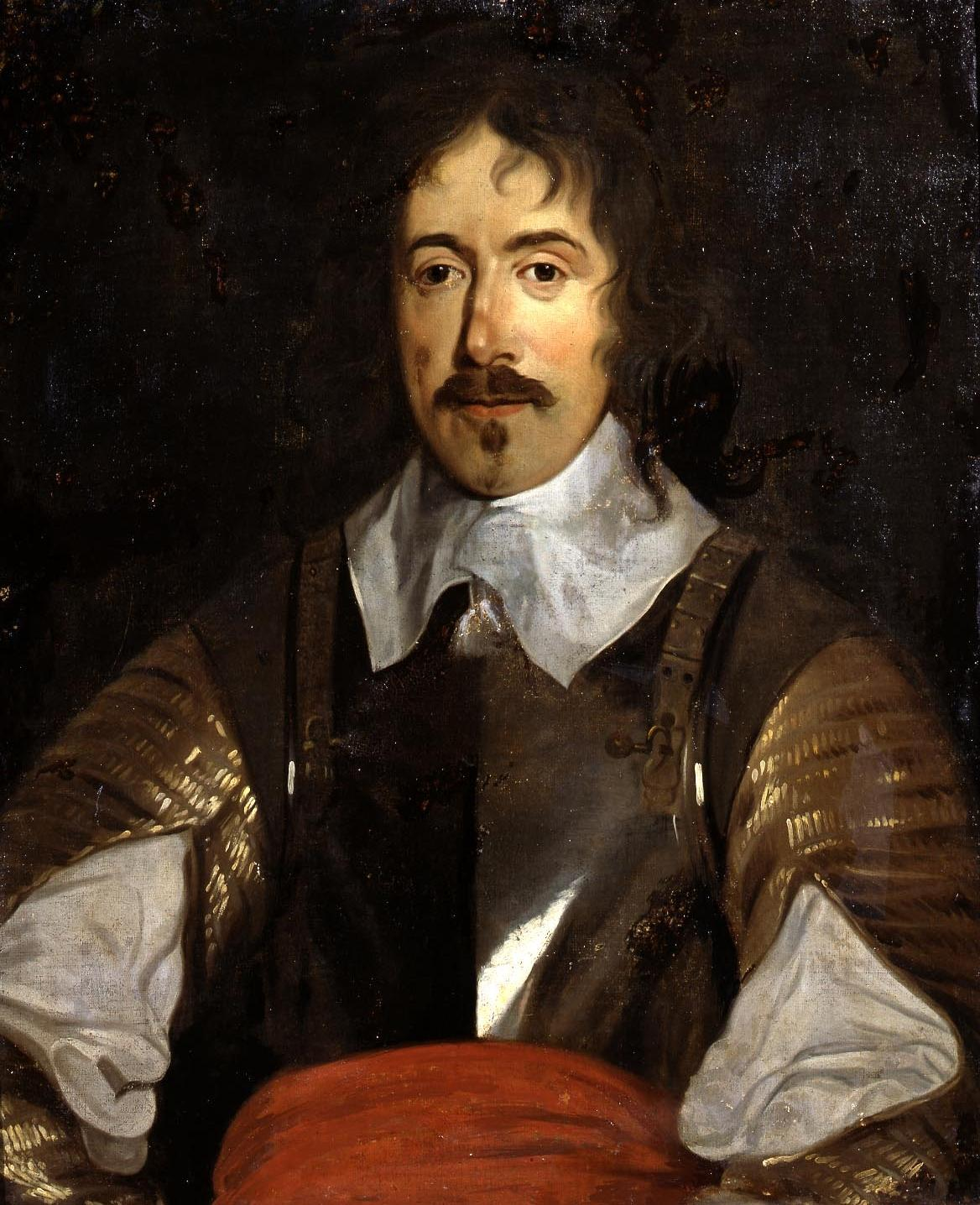
Denzil Holles, 1:e baron Holles.

Denzil Holles, 1:e baron Holles, född den 31 oktober 1599, död den 17 februari 1680, var en engelsk statsman. Han var son till John Holles, 1:e earl av Clare, bror till John Holles, 2:e earl av Clare och farfars bror till John Holles, 1:e hertig av Newcastle.
Holles tillhörde en ansedd och rik lantadelssläkt. Han invaldes i underhuset 1624 och slöt sig såväl då som vid 1628–29 års parlament till den puritanska oppositionen. Beryktad är hans åtgärd vid det stormiga sammanträdet den 2 mars 1629, då han efter upplösningsdekretets tillkännagivande med våld kvarhöll talmannen i dennes stol, till dess underhuset hunnit anta tre resolutioner mot vad man såg som kungamaktens övergrepp. Holles insattes den 4 mars i Towern och dömdes till höga böter. I "långa parlamentet" var Holles en av presbyterianernas ledande män; förgäves sökte han rädda sin svåger Straffords liv, och han var en bland de fem underhusmedlemmar Karl I den 3 januari 1642 sökte fängsla som anklagade för förrädiska förbindelser med skottarna. Holles bekämpade sedermera ivrigt independenterna och Cromwell, anklagades under arméns tvist med parlamentet 1647 för högmålsbrott av armén och nödgades fly till Frankrike. Hemkommen under protektoratet, spelade han 1660 en framträdande roll vid restaurationen, upphöjdes 1661 till peer (som baron Holles) och var 1663–66 engelsk ambassadör i Paris samt 1667 tillsammans med Henry Coventry fredsunderhandlare med holländarna i Breda. På 1670-talet tillhörde Holles oppositionen i överhuset, men motsatte sig dock planerna på hertigens av York uteslutande från tronföljden. Holles var en modig och konsekvent politiker, men ganska högdragen och otålig vid motsägelse. Holles utgav en mängd politiska småskrifter; hans Memoirs utkom 1699.